# Internet2
Internet2 o UCAID (University Corporation for Advanced Internet Development) è un consorzio no-profit che sviluppa tecnologie e applicazioni avanzate per la rete, spesso per trasferimenti ad alta velocità di trasmissione.
Viene gestito da 207 diverse università statunitensi e fanno parte anche numerose industrie specializzate nel settore (come AT&T, Intel, Sun Microsystems e Cisco Systems), Qwest Communication International (finanziatrice del progetto) e National Science Foundation che già dal 1980 sponsorizzò varie università per la realizzazione di reti proprie.

## Descrizione
Alcune delle tecnologie sviluppate prevedono anche connettività IPv6, IP multicasting e QoS (quality of service). Il consorzio si è posto anche altri obiettivi da sviluppare negli anni futuri quali facilitare la creazione, lo sviluppo e la messa in opera di un'infrastruttura di comunicazione affidabile e capace di supportare una Qualità del Servizio (QoS) adeguata alle richieste della comunità accademica e della ricerca in genere, supportare la realizzazione e l'adozione di applicazioni avanzate, promuovere sperimentazioni sulla nuova generazione di tecnologie e servizi della comunicazione, fornire servizi di appoggio al sistema educativo per l'insegnamento a distanza e al sistema sanitario per diagnosi remote, catalizzare la collaborazione con organizzazioni statali e private per incoraggiare il trasferimento di queste tecnologie da Internet ad Internet2.
I membri di Internet2 hanno creato la Abilene Network e sono i maggiori sostenitori del progetto National LambdaRail. Nell'ottobre 2007 il consorzio ha comunicato di aver portato tutte le dorsali della rete a 100 Gbit/s rendendo Abilene Network la più veloce rete geografica del pianeta.